# 13 septembre dans les chemins de fer
13 août 13 octobre
Chronologies thématiques
- Croisades
- Sports
- Disney

Cette page concerne les événements qui se sont déroulés un 13 septembre dans les chemins de fer

## Événements

### XIXesiècle
- 1830. Royaume-Uni : ouverture du Liverpool and Manchester Railway.
- 1872. Roumanie : ouverture du tronçon Piteşti - Bucarest - Galaţi - Roman sur la ligne Vârciorova - Roman.
- 1899. France : mise en service du tramway Moûtiers-Salins–Brides-les-Bains.

### XXesiècle
- 1970. France : la station Bagnolet de la ligne 2 du métro de Paris prend son nom actuel : Alexandre Dumas.

## Naissances
- 1880 : Raoul Dautry voit le jour à Montluçon. Il dirigera la reconstruction du réseau du Nord après la première guerre mondiale et sera directeur du Compagnie des chemins de fer de l'État de 1928 à 1937.